# Cicurina venii
Cicurina venii  (лат.) — один из самых редких видов пауков семейства Dictynidae. Является эндемиком американского штата Техас, первый экземпляр которого был обнаружен в одной из пещер округа Бэр. Является одним из девяти беспозвоночных эндемиков, обитающих в карстовых пещерах округа Бэр, официально объявленных вымирающими видами в 2000 году. По состоянию на сентябрь 2012 года было обнаружено лишь два представителя этого вида.

## Жизнь и размножение
Длина тела с лапками не превышает одного дюйма. Не ядовит. В связи с обитанием в пещерах глаз не имеет и имеет полупрозрачное тельце.

## Изучение
Первый представитель семейства (самка) был обнаружен гидрогеологом Джорджем Вени в 1980 году в окрестностях пещеры Braken Bat в округе Бэр американского штата Техас. Этот экземпляр впоследствии был утерян и его местонахождение на данный момент неизвестно. Найти других представителей этого же вида не представлялось возможным, поскольку вход в пещеру был заблокирован, а сама пещера — затоплена, во время строительства одного из домов в 1990 году. Влияние этого искусственного воздействия на обитателей пещеры до сих пор не изучено.
В 1992 году этот паук был описан американским учёным Виллисом Герчем, который поместил этого паука в семейство воронковых пауков. Поскольку других представителей этого вида пауков найти не удалось, то в 2000 году он был объявлен вымирающим видом. Комитет по стандартизации имён пауков (англ. The Committee on Common Names of Arachnids) в 2003 году установил название англ. Braken Bat Cave meshweaver в качестве предварительного.
Ещё один представитель этого вида был обнаружен в конце августа 2012 года при расширении шоссе на севере города Сан-Антонио, штат Техас, однако объявлено об этом было лишь в начале сентября. Таким образом, второй представитель данного вида был обнаружен неподалёку от места обнаружения первого (расстояние составило около 5 миль). Обнаруженного представителя предполагалось передать в Техасский технологический университет для исследований. В связи с находкой проект расширения автотрассы остался под вопросом.